# Australella indica
Australella indica is een mosdiertjessoort uit de familie van de Plumatellidae.